# 원기종
원기종(元基鍾, 1996년 1월 16일 ~ )는 대한민국의 축구 선수로, 포지션은 센터포워드, 왼쪽 윙어, 오른쪽 윙어이며, 경남 FC 소속으로 현재 김천 상무로 군 복무 중이다.

## 클럽 경력
원기종은 U-19 연령별 대표팀을 거쳤다. 2015년 건국대학교 축구부에서 대학 축구 생활을 시작하였다. 2017년 2월 U리그 춘계연맹전 결승전에 진출하였고, 전국체전과 왕중왕전에도 진출하였다. 덴소컵 대학선발팀에도 뽑힌 바 있다.
12월 12일 대학교 3학년을 마치고 K리그 챌린지의 서울 이랜드 FC에 입단하였다.
2018 시즌 1라운드 수원 FC와의 원정 경기에서 선발 명단에 포함되며, 자신의 프로 통산 데뷔 무대를 가지게 되었다. 데뷔전에서는 62분을 소화했고, 조찬호와 교체되었다. 2라운드 부산 아이파크와의 경기 이후 훈련 중 손 부상을 당해 잠시 팀에서 이탈하였고, 9라운드 안산 그리너스 FC와의 홈 경기에서 교체 투입되며 복귀하였다. 29라운드 부천 FC 1995와의 경기에서 선발 명단에 오랜만에 이름을 올렸다. 이 날 원기종은 최전방 스트라이커로 출전하였으며, 전반전에 준수한 활약을 펼쳤으나 49분 경 경고누적 퇴장을 당해 그라운드를 일찍 떠나게 되었다.
2019 시즌 4월 17일 호남대학교와의 FA컵 4라운드 경기에 교체 출전하여 페널티킥을 성공시키며, 팀에서의 첫 득점을 기록하였다. 7월 28일 전남 드래곤즈와의 26라운드 경기에서 K리그 첫 득점을 기록하였고, 이 결승골로 9연패의 늪에 빠져있던 팀을 구해내기도 하였다.
2021 시즌을 앞두고 K리그2의 대전 하나 시티즌으로 이적했다.
2022 시즌 여름 이적시장을 통해 경남 FC로 임대 이적했다.

## 플레이 스타일
원기종은 폭발적인 스피드를 활용하여 상대 수비진을 돌파하는 것이 큰 장점으로, 대학시절 FC 바르셀로나의 루이스 알베르토 수아레스와 플레이 스타일이 비슷하다는 평가를 받았다.